# Đurđa Trajković
Đurđa Trajković (Beograd, Jugoslavija, Srbija, 1981) je profesorka španskog jezika i hispanskih književnosti, feministička teoretičarka i aktivistkinja. Od 2020. godine radi u Rekonstrukciji Ženski fond kao koordinatorka fonda.

## Biografija
Đurđa Trajković je rođena u Beogradu, 23. januara 1981. godine. Pohahađala je Treću beogradsku gimnaziju, a 1998. godine odlazi u SAD da završi poslednji razred srednje škole. Po povratku iz SAD-a upisuje Filološki fakultet, odsek za hispansku filologiju. Posle završetka osnovnih studija vraća se u SAD gde na Univerzitetu u Viskonsinu, Medison, SAD prvo završava master studije a onda i doktorira španski jezik i hispanske književnosti na odseku za španski i portugalski. Posle stečenog doktorata ostaje da radi na Univerzitetu i kao gostujuća profesorka na Univerzitetu u Tenesiju, Noksvil; Univerzitetu u Mičigenu, En Arbor; kao i na Indiana Univerzitetu u Blumingtonu. 2016. godine vraća se u Srbiju i počinje da radi na Institutu za filozofiju i društvenu teoriju. 2020. godine odlučuje da napusti rad na Univerzitetu i pridružuje se timu Rekonstrukcija Ženski Fond.

## Društveni angažman
Odrastanje u Jugoslaviji tokom 1990-ih godina je politički formiralo i oblikovalo Đurđu. Od najranijih sećanja političko-društvenog učestvovanja je potpisivanje peticije protiv Slobodana Miloševića 1991. godine na koje ju je odvela majka. Upravo je ona i zaslužna za Đurđina znanja o feminizmu i za promišljanja o nepravednim i nejednakim odnosima između žena i muškaraca. Kroz konstantne razgovore i diskusije sa majkom o potrebi promena društevnih odnosa u okviru porodice, ravnopravnoj raspodeli posla, drugačijim heteroseksualnim odnosima, važnosti zaposlenja, ekonomskoj nezavisnosti žena, za Đurđu postaje krucijalno da bude finansijski nezavisna. Njena finansijska kultura se formira još u osnovnoj školi kad, pored podrške roditelja, počinje da štedi novac za ispunjenje svog sna - odlazak u SAD.
Tokom studija u SAD-u njeni stavovi i razmišljanja dobijaju nove dimenzije. Aktivizam usmerava na učionicu smatrajući da je najvažnije naučiti studentkinje i studente da čitaju, pišu i razmišljaju. Kroz različite vežbe pisanja ohrabrivala je i edukovala studente i studentkinje o načinima sofisticirane nenasilne borbe protiv nasilja i diskriminacije. Držala je kurseve o nasilju u Latinskoj Americi na Univerzitetu u Mičigenu kao i kurseve iz feminističke teorije, književnosti i umetnosti u Latinskoj Americi na američkim univerzitetima.

## Radovi i publikacije
Tokom svoje akademske karijere bavi se pitanjima odnosa estetike i politike u književnosti i umetnosti, ženskim pisanjem u Latinskoj Americi, feminističkom teorijom kao i postkolonijalnom istorijom književnosti i avangardnim pokretima u Argentini.
Neke od najznačajnijih publikacija su:
- “Reception without receptivity: Race, Class, Nation: Ambiguos Identities in former Yugoslavia” with Marjan Ivković, ed. M. Bojadzijev & K. Klingan, Balibar / Wallerstein’s ‘Race, Nation, Class’“, Berlin, Argument Verlag & HKW, 2018, 223-237.[5]
- “The Limits of Translation: The Power of the Untranslatable with Jorge Luis Borges”, Cultures in Translation, 2018.
- “Post-autonomija u argentinskoj književnosti” Književna istorija, 2018.
- “O posthegemoniji i negativnom angažmanu u argentinskoj književnosti: Rodolfo Volš i Osvaldo Lamborgini”, Angažman: uvod u studije angažovanosti. Novi Sad: Akademska knjiga, 2017.[6]
- “Aesthetic Interventions in Post-2001 Argentina: the Curious Case of Fernanda Laguna.”Chasqui 45:1 (2016): 109-121.[7]
- “La pareja perfecta? Las editoriales cartoneras y agencia cultural,” Eds. Zulema Moret and Gonzálo Leiva. Agencia, educacíon, arte en América Latina y la frontera. New York: Escribana Books. (forthcoming, 2017).
- “Nomadic Avant-Garde in Argentina: The Curious Case of Washington Cucurto.” Hispanófila 171: 3 (2014): 321-335.[8]
- “Lost in Translation: Cartonera Publishing as a Traveling Concept,” Traveling Concepts, Metaphors, and Narratives. Literary and Cultural Studies in the Age of Interdisciplinary Research. Eds. Sibylle Baumbach, Beatrice Michaelis, and Ansgar Nuenning. Trier: WVT. 233-247, 2012.[9]
- “Public Scholarship and ACTFL standards: The Cartonera community.” FLAG journal.
- “Cardboard is Life: From Criminals to Artists,” Crítica latinoamericana. 1 (Fall 2012), 1-5.
- “Literature, Are You There? It’s Me, Eloísa Cartonera.” Akademia Cartonera: A Primer of Latin American Cartonera Publishers. Ed. Ksenija Bilbija and Paloma Celis Carbajal. Madison: Parallel Press. 103-142, 2009.[10]
- "Oye Loca. From Mariel Boatlift to Gay Cuban Miami." University of Minnesota Press. Peña, Susan. Bulletin of Latin American Research 34:3(2015).[11]
- "Disidencias: Escritura y Resistencia en el siglo XXI." Textos inéditos de Liliana Angulo, Mario Bellatin, Félix Bruzzone, Elsa Drucaroff, Yuri Herrera, Ondjaki, Santiago Rocangliolo y Pedro Antonio Valdez. Editors: Djurdja Trajkovic and Lauren Pagel. Madison: Rosalita Cartonera and Kaleidoscope, 2012.[12]
- Akademia Cartonera: A Primer of Latin American Cartonera Publishers. Ed. Ksenija Bilbija and Paloma Celis Carbajal. Editorial Assistance: Djurdja Trajkovic and Lauren Pagel. Madison: Parallel Press, 2009.[13]

## Rekonstrukcija Ženski fond
Od 2020. godine postaje koordinatorka fonda gde je zadužena za prikupljane sredstava, međunarodnu saradnju i finansijsko upravljanje fondom. Uključena je u razne inicijative kao i komitete u polju filantropije i feminističke solidarnosti. Od 2022. godine postaje članica odbora Fenomenal Funds, članica odbora Prospera mreže ženskih fondova, kao i koordinatorka inicijative On the Right Track u kojoj bavi feminističkim odgovorima na porast ekstremne desnice i fundamentalizma.

## Nagrade
Dobitnica je brojnih nagrata i grantova među kojima su:
- 2006 Barbara Hycnar Fellow[14]
- 2008 Tinker Nave Grant: Field Research in Buenos Aires, Argentina[15]
- 2009 Humanities Exposed (HEX) Grant, Center for the Humanities[16]
- 2009 Marie Christine Kohler Fellowship[17]
- 2009/10 Chancellor’s Fellow for the Humanities[18]
- 2010 Vilas International Travel Grant[19]
- 2014 International Research Grant[20]
- 2019 Global Humanities Institute, Santiago, Chile[21]